# Етика Іммануїла Канта
́Етика (лат. ethica, від грец. ήυος — звичай) — одна із найдавніших філософських дисциплін, об'єктом вивчення якої є мораль, моральність.
Етика німецького філософського раціоналізму стала найвищим досягненням етичної теорії Нового часу. Це період творення завершених систем філософії, вищим виявом якої стала «практична філософія» — етика й естетика. Визначні її представники: Іммануель Кант (1724—1804), Іоган Фіхте (1762—1814), Фрідріх Шеллінг (1775—1854), Георг Геґель (1770—1831).
Філософія Іммануеля Канта — трансцендентальна філософія. Багато хто називає Канта агностиком.
Етичне вчення Канта викладене в таких його працях:
- «Лекції з етики» 1782;
- «Основи метафізики моральності» (1785);
- «Метафізика нравів» (1797);
- «Про початково зле у людській природі» (1792);
- «Критика практичного розуму» (1788).

## Етика Іммануїла Канта
Найбільше уваги Кант приділив питанню моральності та її етичній концепції. Послідовно розвинена в цілій лаві спеціальних праць, вона була найбільш розробленою, систематичною та завершеною. Кант поставив низку критичних проблем, пов'язаних з визначенням поняття моральності. Одна з заслуг Канта полягає в тому, що він відділив питання про існування Бога, душі, свободи — питання теоретичної свідомості — від питання практичної свідомості.
Аналіз моральної філософії Кант здійснює для розв'язання суперечності між «світом природи» і «світом свободи». Філософія природи досліджує об'єктивні закони, «згідно з якими усе відбувається». Тут панує принцип необхідності. Однак на підставі пізнання законів природи не можна пояснити наявні у свідомості людини ідеї єдності світу, вічності душі та існування Бога. На думку Канта, подолати суперечність між необхідністю і свободою може моральна філософія, що визначає закони, «за якими усе має відбуватися».

Він вирізяє два рівні моральної філософії: емпіричну і «чисту» філософію, тобто оперту на апріорні принципи. Якщо опиратися на емпіричну філософію, то ніколи не можна віднайти всезагальних законів. Тому моральна філософія цілком ґрунтується на своїй «чистій частині», тобто на апріорних принципах. Вони збуджують здатність судження для того, щоб розпізнати їх та допомогти волі надати їм практичного застосування. Як наголошує Кант, «метафізика моральності має досліджувати ідею і принципи певної можливої чистої волі». 

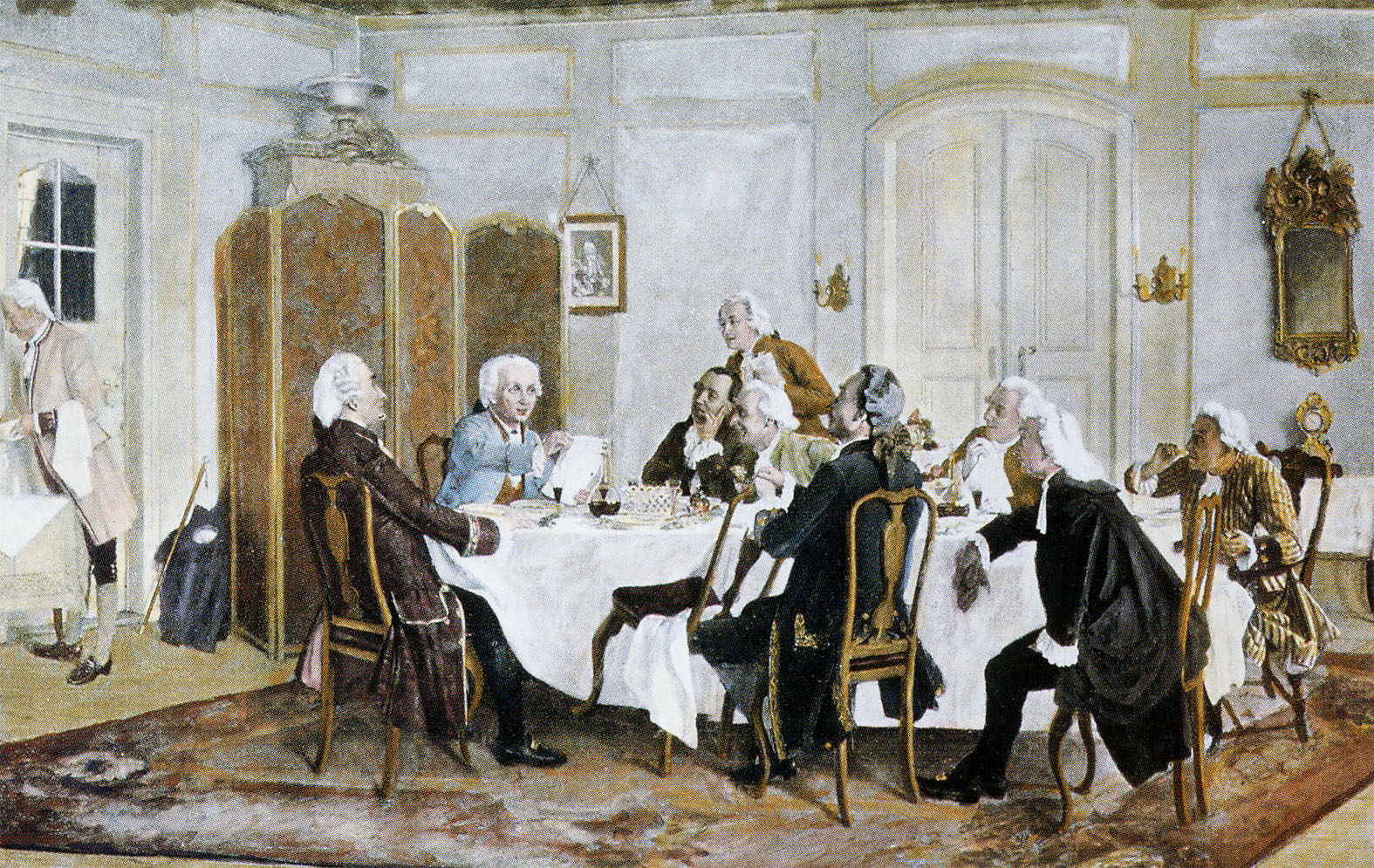
«Серед наших понять… Поняття моральності найважливіше»

 Істинне призначення розуму не в тому, щоб породити волю як засіб для якоїсь мети, а в добрій волі самій собою. Відповідно, цінність вчинку не у тій цілі, заради якої він здійснюється, а в «принципі воління» безвідносно до об'єктів бажання. Свобода бачиться саме як здійснення морально цінного, згідно з принципом чистої волі, а не з якихось корисливих міркувань. До останніх належать, наприклад, схильність, симпатія тощо. Кант застерігає: «Вчинок з почуття обов'язку має цілком усунути вплив схильності і разом з нею будь-який предмет волі».
Діалектика свободи і необхідності вибудовується у такий спосіб: обов'язок із необхідністю вимагає вчинку з поваги до закону; свобода — суб'єктивний принцип воління. Свобода є реальною за умови, що у діяльності проявляє себе всезагальне — моральний закон. Словом, суб'єктивний принцип воління у формі чистої поваги до практичного закону — це максима; об‘єктивний принцип відношення — це закон. Моральні імперативи (безумовне правило) мають силу для волі кожної розумної істоти. Вони мають або гіпотетичний характер (містять приписи умінь), або категоричний (містять моральні закони). Порівнюючи способи дії волі, Кант протиставляє в її спонуках чуттєве і раціональне та визнає перевагу останнього. Підставою для цього є послідовність, із якою може діяти воля. Якщо воля домінує всупереч особистісним почуттям, це означає, що моральна вимога стала максимою поведінки. Якщо ж домінує об'єкт впливу, — це довільний вибір, у якому відсутня істина.
В етиці Канта не протиставляється чистий і практичний розум. Філософ розводить поняття для того, щоб виявити специфіку кожного у становленні об'єктивних моральних законів і діяльність особистості на підставі цих законів. Тому він висуває поняття «чистий практичний розум». Воно відображає єдність всезагального у моралі (апріорні моральні закони) та індивідуально неповторного (моральні максими). Проблема визначається так: чи може чистий розум містити в собі практичну основу, щоб спонукати волю для розумного (у формах людяності явленого) самоздійснення людини. Інакше кажучи, Кант шукає всезагальні підстави вільної моральної діяльності: з потреби суб'єкта почуватися вільною особистістю і бути такою за об'єктивними наслідками діяльності. Він розкриває всі можливі спонуки до практичного самоздійснення і показує, що вони підпорядковують волю своїм потребам. Тобто, людина, що діє згідно з «матеріальними практичними правилами», визначає спрямування волі на «нижчі здібності бажання».
Говорячи про можливість розуму бути «законодавчим розумом», Кант називає умовою для цього можливість розуму визначати волю самим собою (а не схильностями). За такої умови він є виявом «істинної вищої здібності бажання». Воля є вільною у найстрогішому, тобто трансцендентальному, сенсі за умови, що її основою слугує «всезагальна законодавча форма». Згідно з Кантом, основний закон чистого практичного розуму вимагає: «Чини так, аби максима твоєї волі могла стати основою суспільного законодавства» — тобто, аби кожний твій вчинок був прикладом для всіх".
Розум, що визначає собою волю, або «чистий розум», сам собою є практичним розумом. Саме він дає людям всезагальний закон, який є моральним законом.
Всезагальність моральних законів виявляє себе у тому, що кожен суб'єкт здобуває поняття щодо законовідповідності своїх вчинків. Інша справа, що кожен змушений вдаватися до імперативів. Така воля стосовно закону є залежною. Залежність виступає при цьому у формі зобов'язаності, що і спонукає до вчинку. «Чистий моральний закон» Кант називає «священним» на тій підставі і за тієї умови, що наслідком його є суб'єктивний вибір (максима), яка відповідає всезагальному моральному закону.
У здатності розумно вибирати моральне добро і діяти за вибором людина утверджує свою людську гідність. Наріжною є думка філософа, що людина існує як ціль сама собою, а не тільки як засіб.

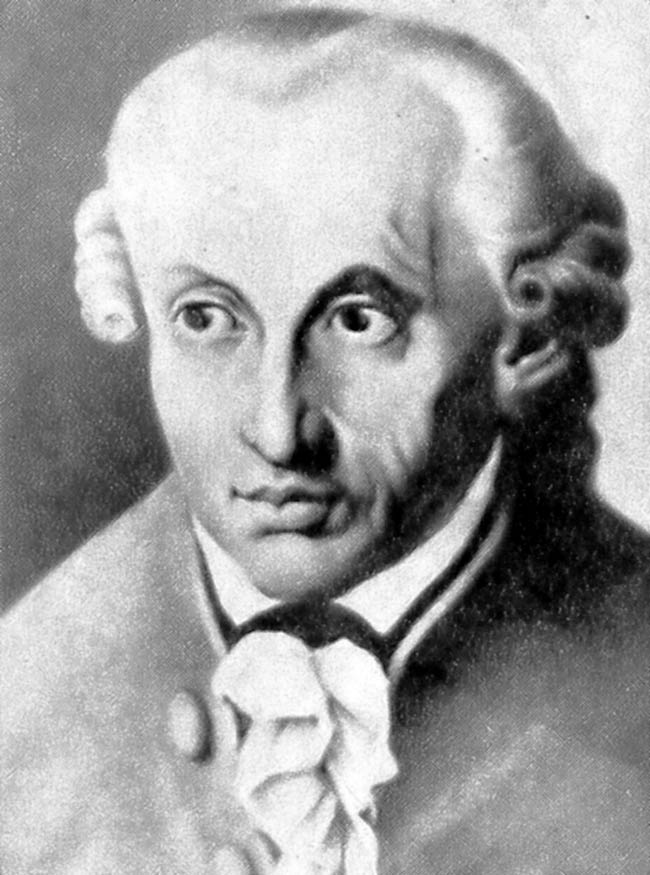
«Що ж таке людина?
— Істота, що пізнає
— Істота моральна»

У зв'язку з поняттям всезагального морального закону розглядається поняття «щастя». В етиці Канта вимога бути щасливим набуває сенсу морального обов'язку: «людина має бути щасливою, оскільки повинна бути нею». Щастя ж означає діяльність і задоволення не за ознакою схильності, а з почуття обов'язку. Сенс щастя бачиться покладеним не в емпіричному, а в умоосяжному світі. Конкретизуючи думку, філософ пише, що в практичних засновках можна мислити, принаймні як дещо можливе, «природний і необхідний зв'язок між свідомістю моральності і очікуванням сумірного з нею щастя». Але за умови, що щастя є наслідком моральності. Принципи пошуку щастя не можуть породити моральність. Моральність — самоцінна. Виходячи з цього, Кант дає таке визначення щастя: «Щастя — це такий стан розумної істоти у світі, коли все у її існуванні відбувається згідно з її волею і бажанням…». Щоб подібний стан був можливий, необхідна відповідність між щастям і моральністю. Наявність апріорних моральних законів доводить, на Думку Канта, існування якоїсь «вищої причини», що визначає відповідність волі розумних істот із моральним законом. Саме тому «винагорода» за моральність — у відчутті вічності, тобто у відчутті причетності до чогось, що вище одиничного (емпіричного і випадкового) буття. Наявність морального закону, згідно з яким людина діє, визначаючи його як закон для себе, з блага почуватися людиною, зумовлює, за Кантом, існування Бога та безсмертя душі. У «Заключенні» до «Критики практичного розуму» звучить відома думка Канта щодо місця людини у Всесвіті: «Дві речі сповнюють душу завжди новим і все сильнішим здивуванням і благоговінням, чим частіше і триваліше ми розмірковуємо про них, — це зоряне небо наді мною і моральний закон у мені».
Аскетизм етики Канта великою мірою виростав на ґрунті християнського образу світу та місця людини у ньому. Філософ дав теоретичне обґрунтування цінності доброчинності всупереч суб'єктивності людських почуттів. Разом з тим, у його етиці людина поставлена вище за Бога, оскільки допущення його існування виводиться з наявності у людини апріорних моральних законів.